# Euphyia aprepta
Euphyia aprepta là một loài bướm đêm trong họ Geometridae.